# Joseph Kutter
Joseph Jean Ferdinand Kutter (n. 12 decembrie 1894, Lëtzebuerg, Luxemburg – d. 2 ianuarie 1941, Lëtzebuerg, Luxemburg) este considerat unul dintre cei mai importanți pictori luxemburghezi. El a fost puternic influențat de impresioniști, dar a dezvoltat propriul său stil expresionist distinctiv.

## Viața timpurie
Kutter s-a născut la 12 decembrie 1894 în Luxemburg, unde tatăl său, Paul Kutter, a fost unul dintre primii fotografi ai orașului. În speranța de a deveni pictor, a participat mai întâi la Ecole d’Artisans din Luxemburg și apoi la școlile de artă decorativă din Strasbourg și München. Din 1917 până în 1918, a studiat la Academia din München, unde a făcut cunoștință cu un stil de pictură inspirat de Wilhelm Leibl.

## Cariera artistică

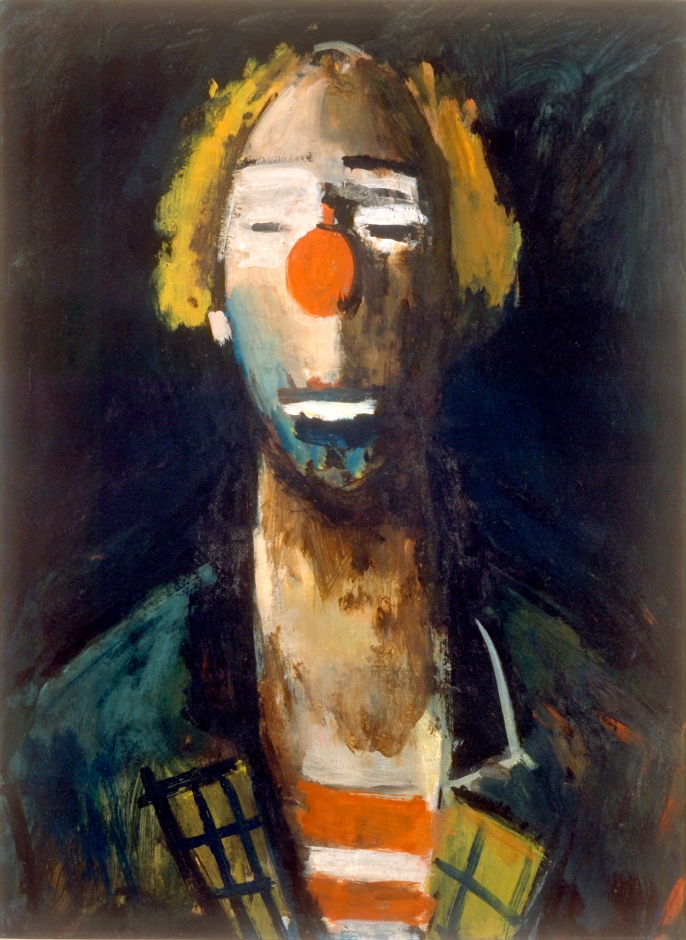
Cap de clovn, c. 1937

Din 1919, după ce a fost puternic influențat de Cézanne, și-a prezentat picturile la expozițiile secesioniste din München. Deși s-a întors la Luxemburg în 1924, a continuat să expună la München până în 1932, ca urmare a criticilor negative primite în orașul său natal în privința picturilor sale nud. Din 1925, a devenit tot mai interesat de expresionismul flamand, care a înflorit în Belgia și Franța. Încurajat de André de Ridder, un critic de artă belgian și puternic susținător al expresionismului, Kutter a participat la Salon d'Automne din 1926 din Paris. În același an, a devenit membru fondator al mișcării de secesiune de avangardă din Luxemburg, expunând la Salonul Secesiunii în 1927.
De asemenea, a continuat să expună în mod regulat la Salon d'automne din Paris. Abilitățile sale au fost recunoscute pe scară largă în Franța și Belgia, dar mai puțin în Germania. În 1933, a încetat să mai expună în Germania după ce a fost considerat un degenerat pe măsură ce Hitler a câștigat puterea. În 1936, a fost însărcinat să picteze două mari opere „Luxemburg” și „Clervaux” pentru Expoziția Internațională din Franța. În timp ce lucra la ele, el a început să sufere de o boală dureroasă pe care medicii nu au putut să o diagnosticheze. Mai târziu, în perioadele sale mai bune, a pictat clovnii care au dezvăluit suferința și anxietatea. A murit la 2 ianuarie 1941 în Luxemburg.

## Stil
În tablourile lui Kutter, subiectele stau adesea în prim plan, ca și cum ar fi fotografiate. Portretele sale, pictate cu tușe puternice, arată de obicei figuri cu nasuri excesiv de mari, atrăgând mereu atenția.
Din 1918, în picturile lui Kutter au început să apară din ce în ce mai multe motive expresioniste, mai ales în peisaje și în lucrările florale, unde liniile și culorile intense au devenit proeminente. Deși Kutter a petrecut un număr de ani în Germania, activitatea sa a fost influențată mai ales de tendințele din Franța și Belgia. Centrul său de atenție a fost figura umană. El a reprezentat adesea subiecții săi ca niște clovni triști, deznădăjduiți. Cele două mari tablouri (din Luxemburg și Clervaux), care i-au fost comandate să fie pictate pentru pavilionul luxemburghez la Expoziția Mondială din Paris din 1937, sunt exemple excelente ale stilului său expresionist matur. În tabloul său „Luxemburg”, viziunea sa asupra orașului accentuează casele terasate, subliniază aspectul cubic al clădirilor, dă un aspect aspru pe zidurile defensive și scoate în evidență tăria fortificațiilor.

## Galerie

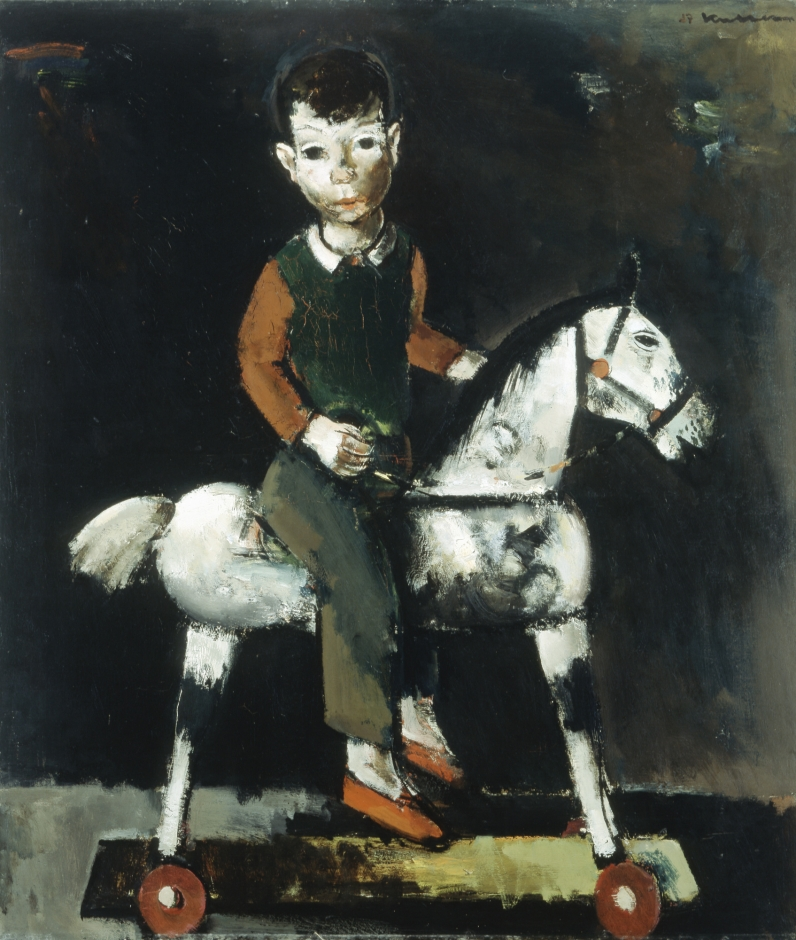
Cheval de bois (1937)
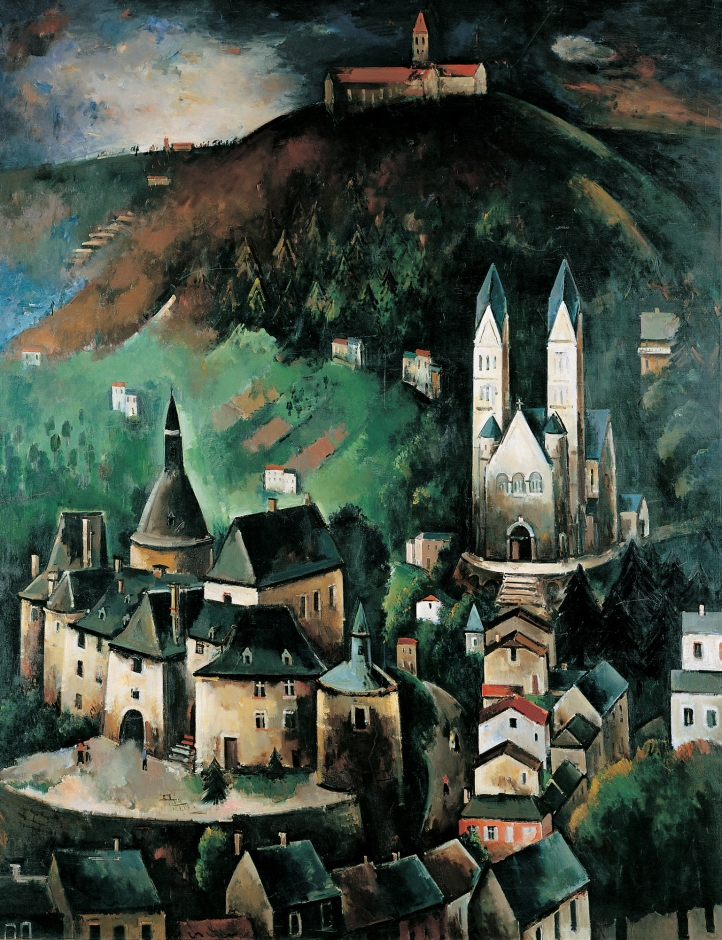
Clervaux (1937)
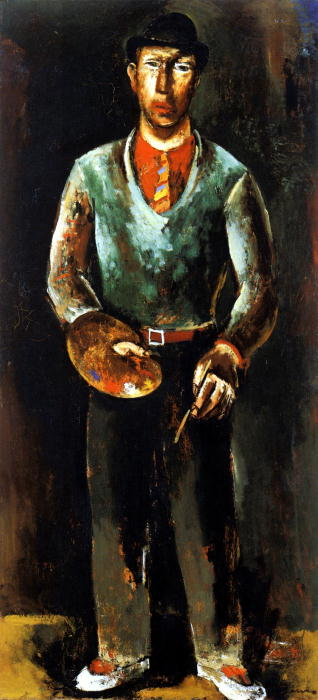
Autoportret (c. 1936)
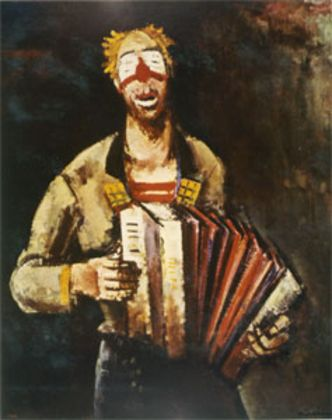
Clovn cu acordeon (1936)
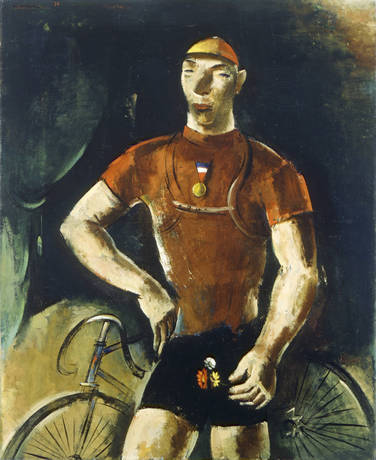
Campion (1932)